# Carlos Noriega Romero
Carlos Noriega Romero (6 de marzo de 1952) es un político mexicano, miembro del Movimiento Regeneración Nacional (Morena). Se ha desempeñado como director general de Nacional Financiera y del Banco Nacional de Comercio Exterior de 2020 a 2021 y de ese año a 2024 fue diputado federal.

## Biografía
Es ingeniero químico por la Universidad Nacional Autónoma de México, tiene una maestría en Computación por la Universidad de Mánchester, así como un diplomado en Métodos Modernos de Administración en el Institut International d'Administration Publique y otro en Administración de Organismos Públicos en la Universidad París-Dauphine, ambos en Francia.
De 1998 a 2000 se desempeñó como subdirector de Planeación en el Instituto del Fondo Nacional de la Vivienda para los Trabajadores (INFONAVIT) y de 2001 a 2002 subdirector general de Planeación y Finanzas de la misma institución. Posteriormente, de 2003 a 2011 se dedicó a la iniciativa privada, fungiendo como director general en Inmobiliaria Grupo 3-A.
De 2011 a 2012 fue coordinador de asesores en el Instituto de Seguridad y Servicios Sociales de los Trabajadores del Estado (ISSSTE), siendo director del mismo Sergio Hidalgo Monroy. En el gobierno de Enrique Peña Nieto y siendo secretario de Gobernación Miguel Ángel Osorio Chong, ocupó en dicha secretaria los cargos de director general en la Unidad de Información para la Seguridad Pública y director general de Plataforma México en 2013. De 2013 a 2015 fue director general adjunto en la Dirección General de Aeronáutica civil de la Secretaria de Comunicaciones y Transportes y en 2015 director corporativo en Grupo Aeroportuario de la Ciudad de México.
El 1 de diciembre de 2018 al asumir la presidencia de México Andrés Manuel López Obrador nombró como jefe de la Oficina de la Presidencia de la República a Alfonso Romo y son subjefe de la misma a Carlos Noriega Romero, permaneciendo en este cargo hasta la renuncia de Romo en 2020. Tras este cargo, fue director general de Nacional Financiera y del Banco Nacional de Comercio Exterior de 2020 a 2021.
Renunció al cargo al ser postulado por la Morena y elegido diputado federal por la vía de la representación proporcional a la LXV Legislatura cuya función será de 2021 a 2024. En la Cámara de Diputados fue secretario de la comisión de Economía, Comercio y Competitividad; así como integrante de las comisiones de Infraestructura; y, de Turismo.